# 跃进水库 (建水)
跃进水库是中国云南省红河哈尼族彝族自治州建水县境内的一座水库，位于旷野河上，建于1958年。水库正常库容为3930万立方米，集雨面积为180平方千米，海拔为1544.32米。